# Kiwi tacat gros
El Kiwi tacat gros
(Apteryx haastii) és una espècie d'ocell de la família dels apterígids (Apterygidae) que viu a les zones més muntanyenques del nord-oest de Nelson, el nord de West Coast i els Alps del Sud, a l'illa del Sud de Nova Zelanda.